# Вероніка рання
Вероніка рання (Veronica praecox) — вид рослин родини подорожникові (Plantaginaceae), поширений у пн.-зх. Африці, великій частині Європи, Туреччині.

## Опис
Однорічна чи дворічна рослина 5–20 см заввишки. Листки городчато-зубчасті. Коробочка роздута, яйцеподібна, з незначною виїмкою. Насіння човникоподібне, з одного боку увігнуте, а з іншого — опукле. Рослина запушено-залозиста. Листки червонуваті знизу, коротко-черешкові, тупі. Яскраво-сині квіти зібрані в нещільні кінцеві китиці. Волосиста чашечка з 4 довгастих нерівних листочків. Віночок трохи вищий від чашечки. Коробочка війчасто-залозиста, вище ширша (5 мм на 4).

## Поширення й екологія
Поширений у пн.-зх. Африці, великій частині Європи, Туреччині.
В Україні зростає на степах і кам'янистих схилах — у Лісостепу (на півдні), Степу та Криму.

## Галерея

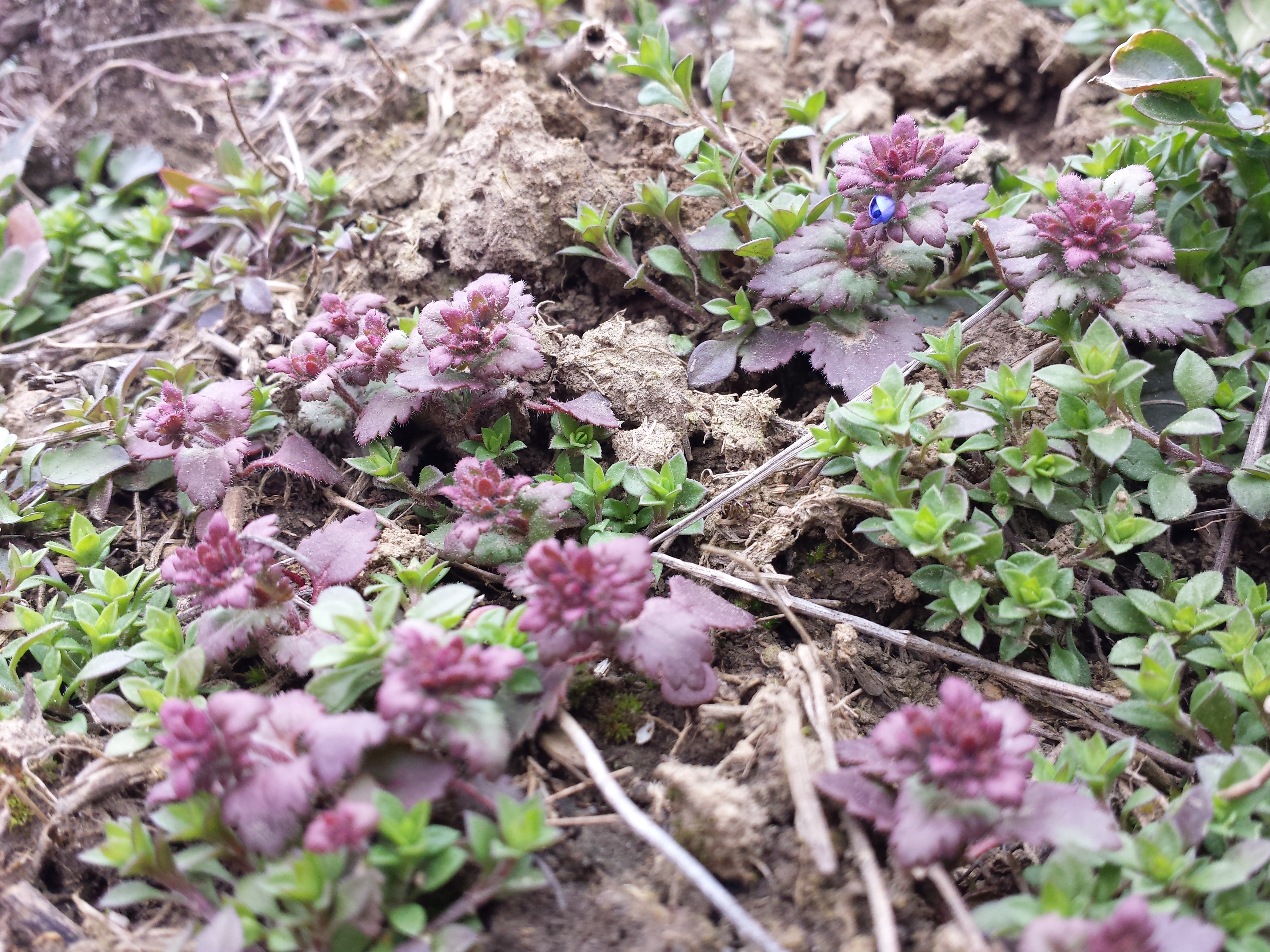
у середовищі проживання
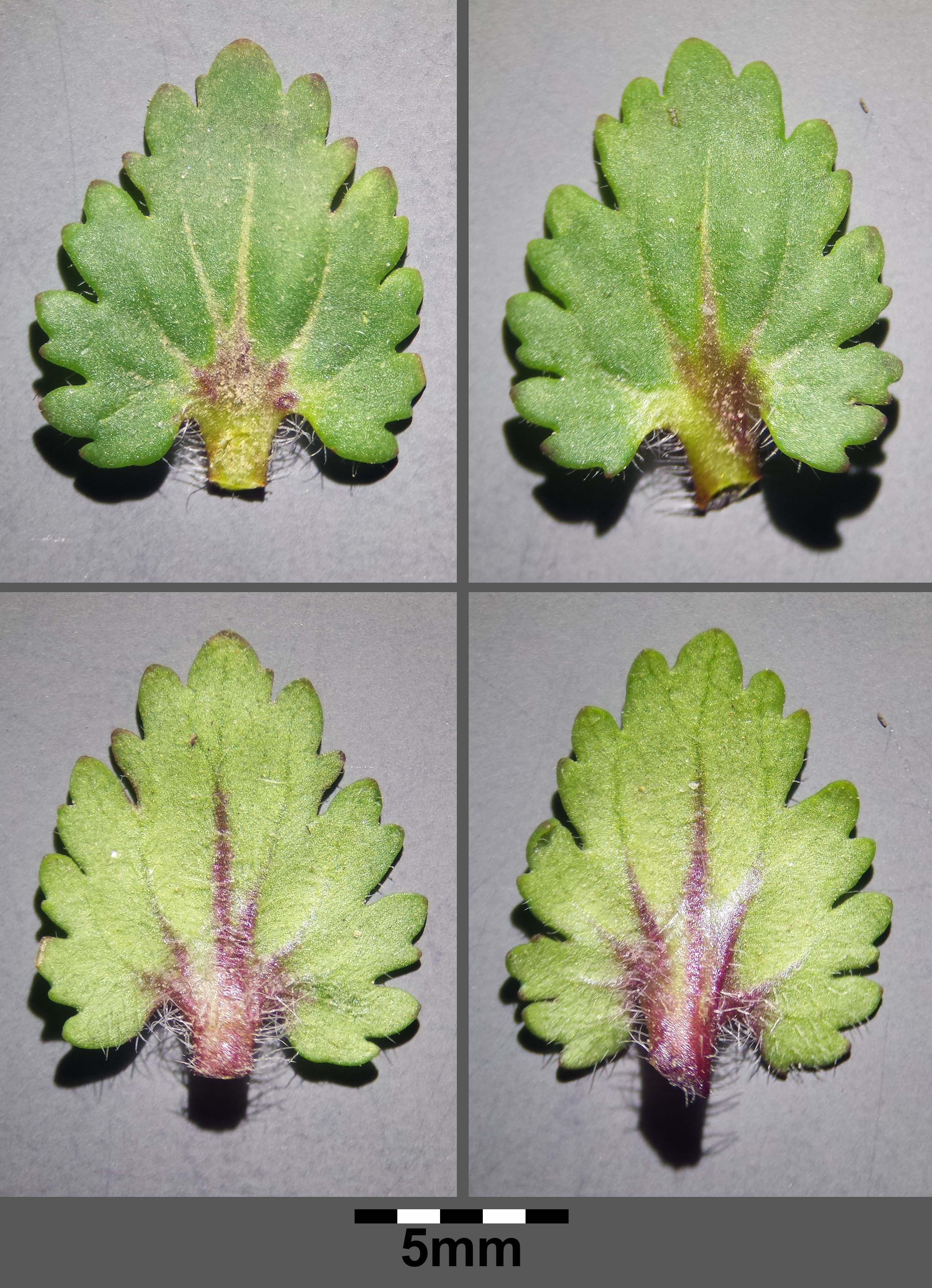
верх і низ листка
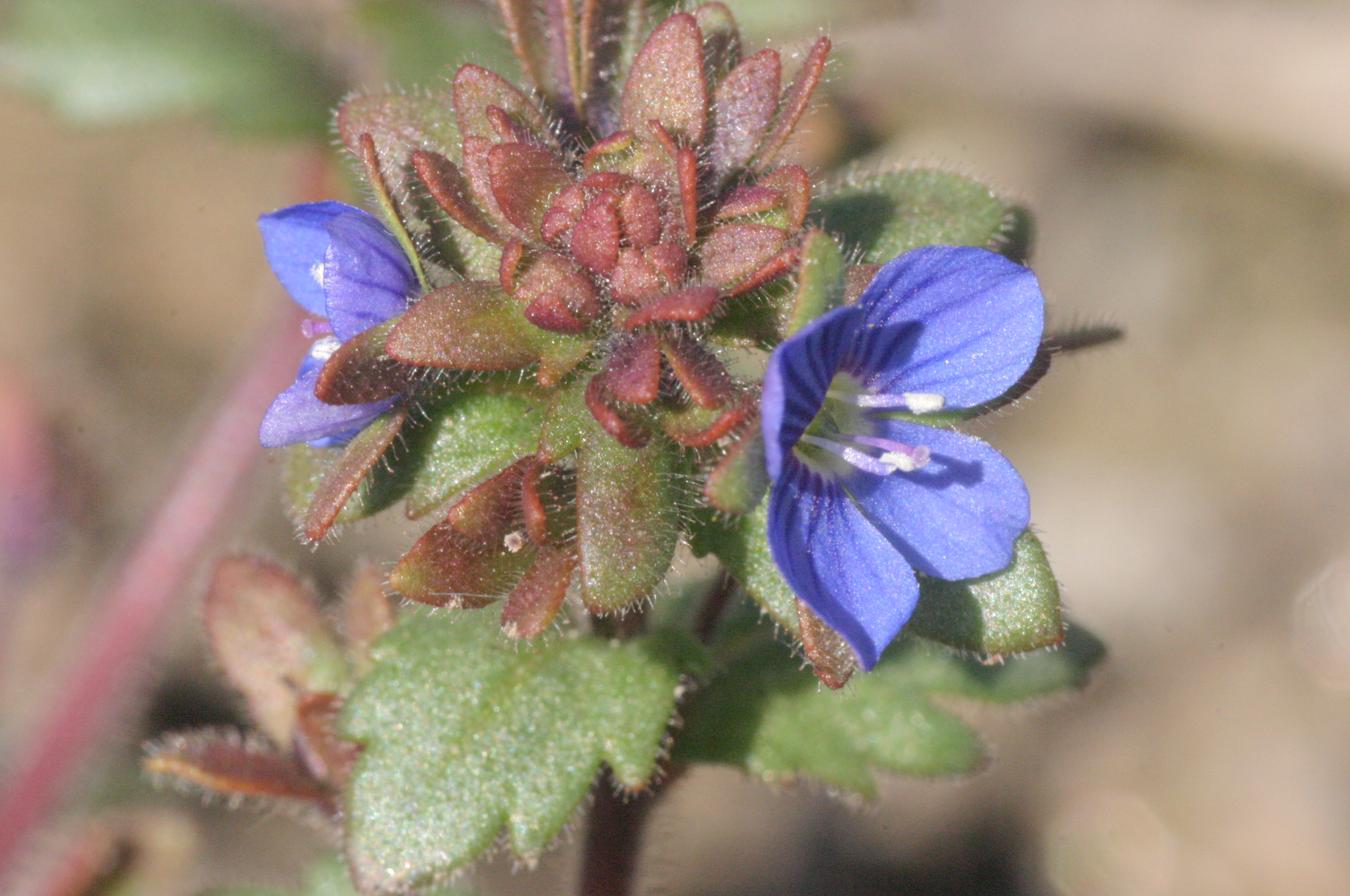
суцвіття
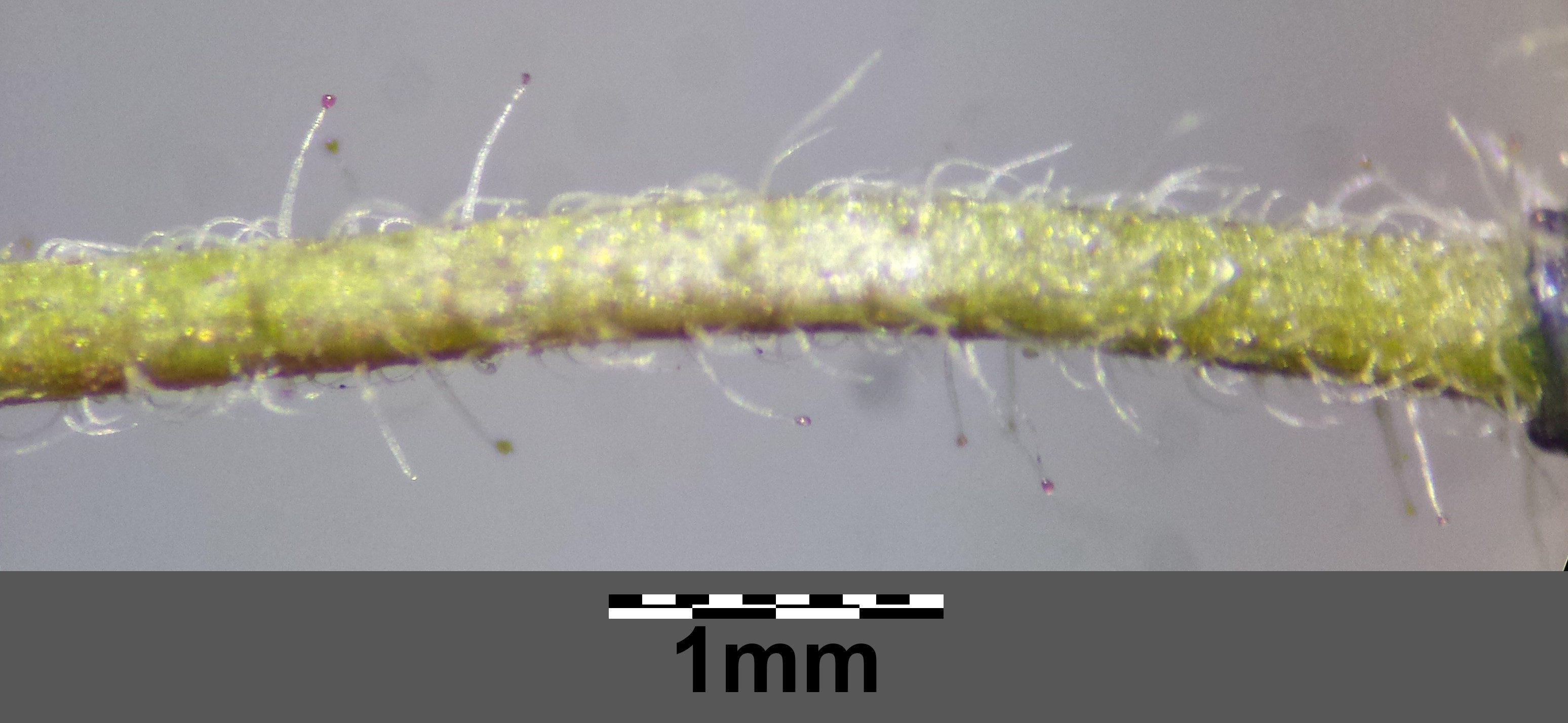
квітконіжка з залозистими волосками
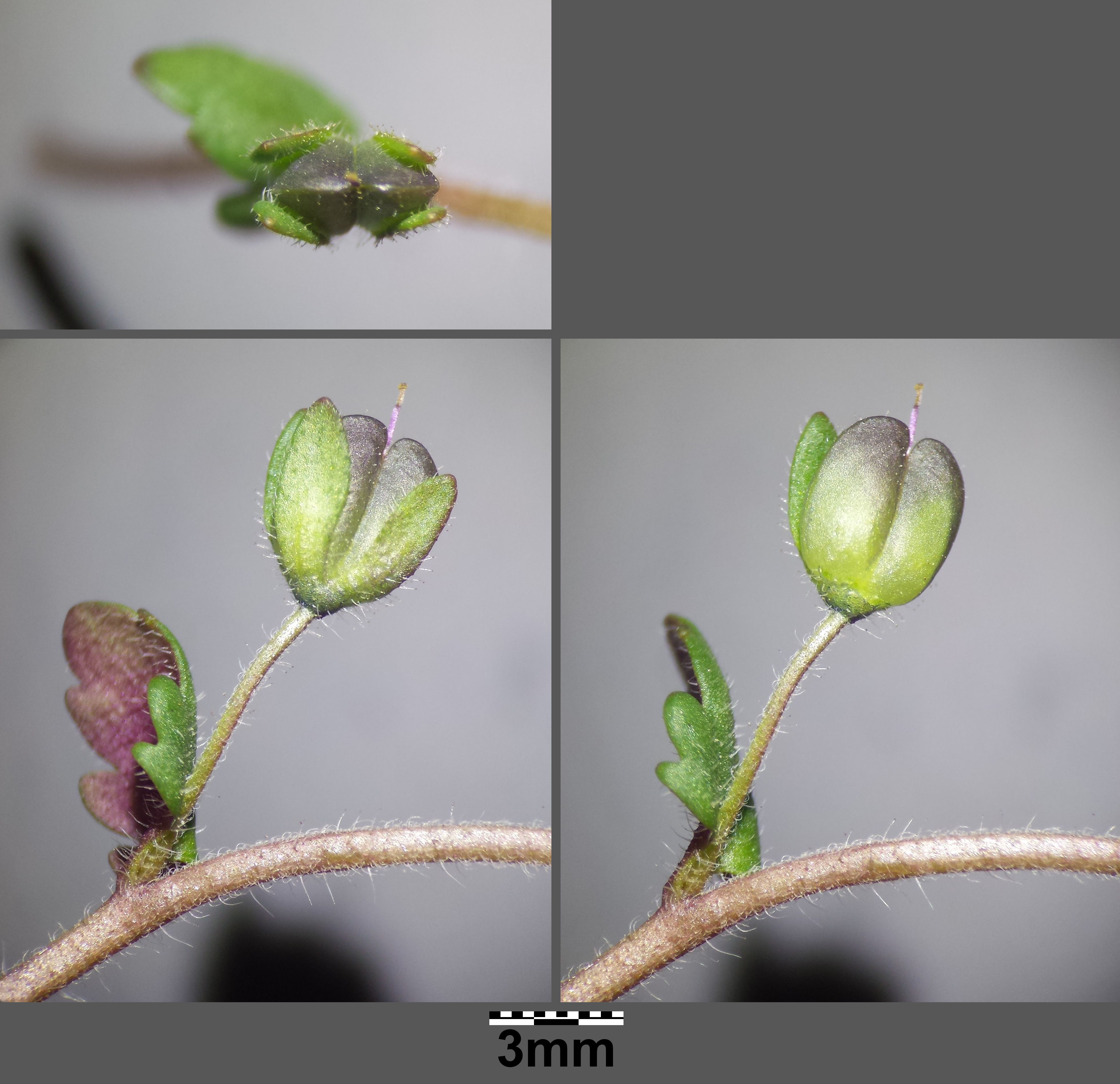
плід (внизу праворуч з видаленими чашолистками)